# Flaxenvik
Flaxenvik is een plaats in de gemeente Österåker in het landschap Uppland en de provincie Stockholms län in Zweden. De plaats heeft 218 inwoners (2005) en een oppervlakte van 132 hectare. Flaxenvik grenst direct aan de Oostzee en wordt voor de rest voornamelijk omringd door bos. Er is onder andere een jachthaven in Flaxenvik te vinden. Dat de plaats ondanks dat deze meer dan 200 inwoners heeft toch een småort is en geen tätort komt doordat meer dan de helft van de huizen in de plaats vakantiehuis is. De plaats Åkersberga ligt zo'n vijf kilometer ten westen van het dorp.